# Schapengaas
Schapengaas is gemaakt van verzinkte ijzerdraden en wordt onder andere gebruikt voor het afrasteren van weiland, waarop schapen gehouden worden. Het gaas bestaat uit rechthoekige, 15 cm brede gaten, die naar onderen toe smaller worden. De onderste moeten smaller zijn om te voorkomen dat de schapen hun kop er door steken en ook om lammeren binnen te kunnen houden. Het gaas bestaat uit lange horizontale draden met daartussen verticale stukjes draad, waarvan de einden om de horizontale draden gewikkeld worden. Het gaas wordt in verschillende hoogtes gemaakt.

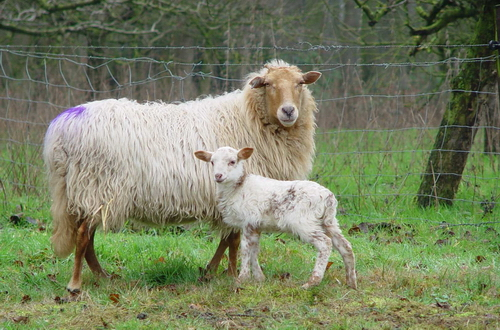
Schapengaas op de achtergrond
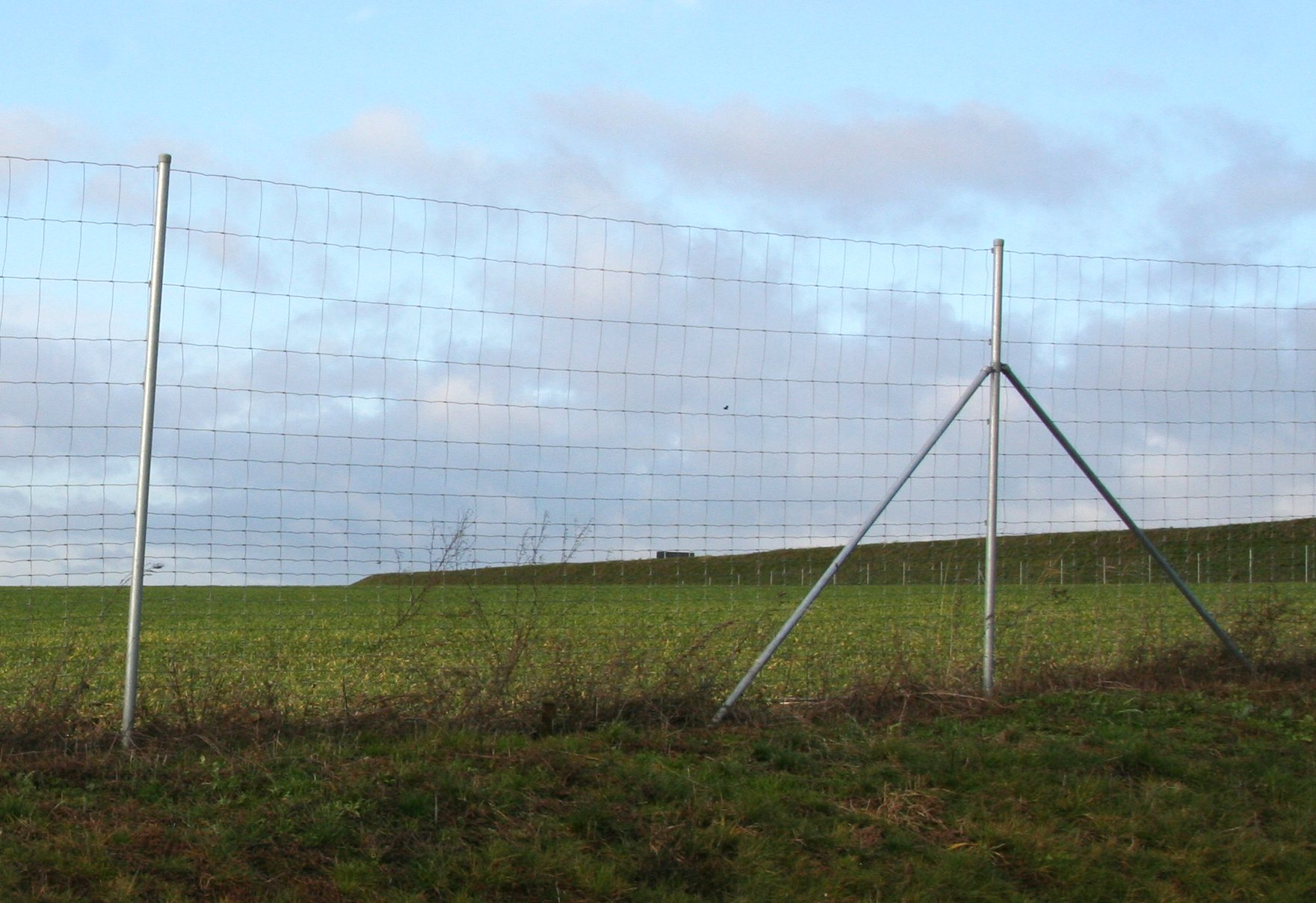
Schapengaas voor wild
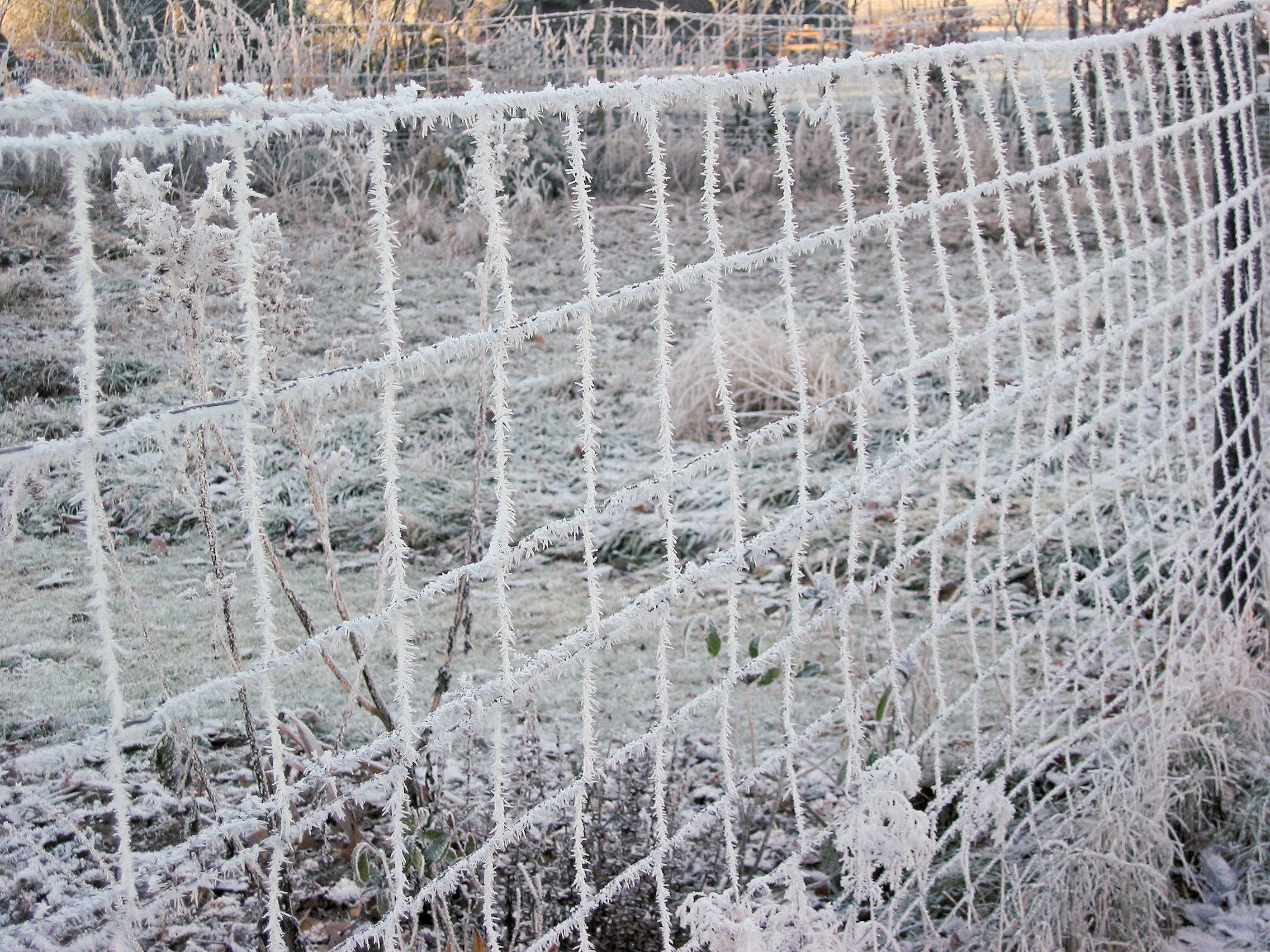
Schapengaas in de winter
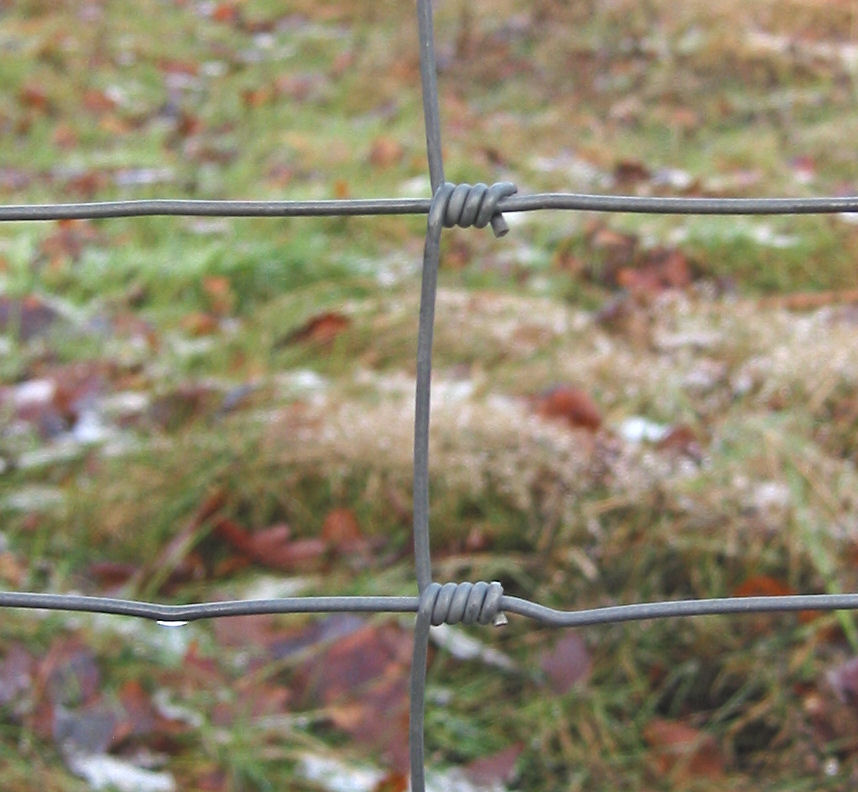
Detail vlechtwerk